# ВИЧ/СПИД в Нью-Йорке
| ВИС/СПИД смертность в Нью-Йорке по годам, 1981—2014 Графики недоступны из-за технических проблем. См. информацию на Фабрикаторе и на mediawiki.org. |

ВИЧ/СПИД в Нью-Йорке (англ. HIV/AIDS in New York City) — эпидемия, начавшаяся в городе в 1982 году. Нью-Йорк пострадал от эпидемии ВИЧ/СПИДа больше, чем любой другой населённый пункт в США. Эпидемия ВИЧ/СПИДа в Нью-Йорке была и остается сильно локализованной из-за ряда сложных социокультурных факторов, которые влияют на взаимодействие различных социальных групп и этнических общин, проживающих в городе.
В начале 1980-х годов большое количество, заболевших ВИЧ/СПИДом и обратившихся за медицинской помощью, представителей ЛГБТ-сообщества побудило местных врачей приступить к исследованию наблюдаемых ими симптомов нового заболевания. Широко распространившиеся в обществе страх и паника из-за эпидемии были преодолены усилиями общественных активистов и политикой местных органов власти, которые иногда оказывали поддержку, а иногда наносили ущерб или оказывались неэффективными.
Улучшения как лекарственной терапии, так и профилактики привели к уменьшению численности новых случаев заражения. В июне 2014 года губернатор штата Нью-Йорк Эндрю Куомо объявил о новой стратегии, направленной на то, чтобы «покончить с эпидемией» в штате методом сочетания более широкого скрининга и тестирования на ВИЧ, продвижения до контактной профилактики (PrEP) и совершенствования программ социализации и клинической помощи для ВИЧ-позитивных людей. Через два года Департамент здравоохранения и психической гигиены города Нью-Йорка сообщил о снижении ежегодной численности случаев заражения на 8% или примерно на 15% с момента начала кампании.

## Медицинские исследования

### Первые больные
Доктор Майкл Симберкофф, начальник отдела Департамента по делам ветеранов Нью-Йоркского морского медицинского центра, один из первых медицинских исследователей, которые начали лечить больных СПИДом. В 1980 году он служил сотрудником Отдела инфекционных заболеваний. По словам Симберкоффа, сначала вспышка нового заболевания была идентифицирована, как «болезнь иммунодефицита гомосексуалов», о которой его группа очень мало знала и не знала, как эту болезнь лечить. Нью-Йоркские врачи-инфекционисты начали регулярно собираться в Армейском ветеранском медицинском центре в Нью-Йоркской бухте и Департаменте здравоохранения штата Нью-Йорк, чтобы делиться собственными наблюдениями и опытом. Вскоре оказалось, что гомосексуалы были не единственными жертвами новой болезни; также обнаружилось значительное число больных среди наркоманов, вводивших наркотики внутривенно.
В 1983 году доктор Люк Монтанье из Института Пастера в Париже обнаружил вирус, вызывающий СПИД (синдром приобретенного иммунодефицита), и назвал его вирусом, ассоциированным с лимфаденопатией (LAV). В 1984 году вирус также был идентифицирован доктором Робертом Галло из Национального института онкологии и назван Т-клеточным лимфотропным вирусом человека (HTLV III). В научной среде возник конфликт относительно того, кто первым идентифицировал вирус. Вопрос был решён после того, как стороны пришли к взаимному соглашению. Позднее вирус был переименован в вирус иммунодефицита человека (ВИЧ).

### Первый препарат
Первое лекарство, используемое для лечения ВИЧ, называлось азидотимидин; позднее оно было переименовано в зидовудин. Лекарство было открыто британской фармацевтической кампанией «Глаксосмитклайн». Клинические испытания препарата проводились в нескольких Армейских ветеранских больницах, в том числе в Нью-Йорке, Майами, Лос-Анджелесе, Сан-Франциско и Вашингтоне. На момент выпуска он был самым дорогим препаратом из когда-либо выпускавшихся по цене 10 000 долларов США за год лечения.

## Реакция ЛГБТ-сообщества: политика, права, активистская деятельность
История ВИЧ\СПИД эпидемии в Нью-Йорке начинается со слухов о «чуме гомосексуалов», появившихся в 1981 году. Поскольку СПИД впервые был обнаружен среди групп населения, которые большая часть жителей Нью-Йорка считала маргинальными (проститутки, наркоманы, мужчины, практикующие секс с мужчинами), официальные городские власти не отреагировали на начало эпидемии и не приняли никаких мер по её предотвращению. Реакция федерального правительства привела к задержке более широкого признания глубины проблемы. Несмотря на рост масштабов болезни, администрация президента Рейгана в 1986 году продолжала уверять население в том, что СПИД является болезнью исключительно гомосексуалов и наркоманов. Поэтому в самом начале эпидемии жители Нью-Йорка не были в достаточной степени информированы о заболевании, о том, каким образом им можно заразиться, о ранних симптомах заболевания и о том, как оно протекает. Впервые СПИД был описан как редкая форма рака, называемая саркомой Капоши.
ЛГБТ-сообщество организовало собственные ответные меры на эпидемию, состоявшие из четырёх этапов. Во первых, были основаны организации по оказанию помощи и просветительской деятельности на уровне самого сообщества, такие, как Кризис здоровья у гомосексуалов (GMHC). Во вторых, были основаны правозащитные, лоббистские и финансовые организации, такие, как Американский фонд исследований СПИДа. В третьих, были сформированы эффективные лоббистские группы в Вашингтоне. И, наконец, появились СПИД-активисты с радикальными требованиями к официальным властям перестать игнорировать проблему, а также начавшие борьбу с теми, кто утверждал, что такого заболевания как СПИД вовсе не существует. К радикальным СПИД-активистам относятся члены Коалиции по мобилизации сил для борьбы со СПИДом (ACT UP).
Организации по защите здоровья и прав гомосексуалов, такие, как «Кризис здоровья у гомосексуалов» (GMHC), работали над повышением осведомленности среди ЛГБТ-сообщества. Одной из стратегий GMHC было создание консультативных столов в публичных ваннах. Джерри Джонсон, бывший руководитель программы, обнаружил, что половина людей, которые обращались к нему, не знали о распространении болезни. Позже правительство начало создавать инициативы для просвещения населения о том, как уменьшить риски заражения.

### Просветительские и профилактические программы
Около 1985 года государственные и частные учреждения стали распространять программы для просвещения населения по проблеме ВИЧ / СПИДа. Стали проводиться информационные встречи и публичные форумы, распространялась литература, проходили информационно-просветительские мероприятия, такие, как Горячая линия для консультирования и направления к специалистам. Горячая линия HTLV-III начала работать в 1982 году, предлагая консультационные услуги для людей со СПИДом. Сотрудники горячей линии встречались с поставщиками социальных услуг, сотрудниками Института СПИДа штата Нью-Йорк, Нью-Йоркского центра крови и Национального фонда гемофилии с целью координации ресурсов для программ консультирования после тестирования. 623 звонка, полученных в период с 20 апреля 1985 года по 24 мая 1985 года, продемонстрировали эффективность этой программы.
10 июня 1985 года GMHC разработал контракт на комплексное обучение гомосексуалов и молодежи из групп риска консультированию населения по вопросам ВИЧ / СПИДа в Бронксе и Бруклине. В 1986 году проект обошёлся организации приблизительно в 83 000 долларов США.

### СПИД и творческие организации в Нью Йорке
Художественные и творческие организации были особенно активны и заметны в усилиях сообщества по борьбе со СПИДом. Некоторые образовались из уже существующих организаций. Альянс за искусство создал важную инициативу под названием "Проект недвижимости для художников больных СПИДом". Проект помог художникам, режиссёрам, композиторам и хореографам больных СПИДом в подготовке архивов, организации и сохранении произведений искусств, предоставлении грантов и запуске программы, в которой были представлены музыкальные и танцевальные представления. Они также выпустили информационную брошюру "Безопасное будущее: планирование недвижимости для людей искусств во времена СПИДа", тираж которой составил 100 000 экземпляров. Организация Visual AIDS начала свою деятельность в 1988 году с целью освещения работ мастеров, которые имели осложнения или умерли от осложнений связанных со СПИДом. Их первый "День без искусства: Национальный день действий и траура", 1 декабря 1989 года, включал художественные музеи и галереи по всей стране, которые изменили свои обычные инсталляции, чтобы проиллюстрировать влияние СПИДа на изобразительное искусство. Работа по нахождению художников, умерших от осложнений, связанных со СПИДом, была начата в 1989 году галеристом Саймоном Уотсоном и искусствоведом Джерри Сальцем. В рамках проекта "Свидетель" они разослали по почте бланки похожие на перепись, которые должны были быть распространены в виде цепных писем, и отправлены обратно с именами тех, кто умер, чтобы информация о них была сохранена. В мире дизайна, Фонд индустрии дизайна для борьбы со СПИДом (DIFFA) собирал деньги для дизайнеров, борющихся со СПИДом, проводя гала-ужины со знаменитостями ещё в 1988 году.

## Реакция официальных властей

### Финансирование
Во время администрации мэра Эда Коча официальные власти Нью-Йорка почти не поддерживали проекты городского Департамента здравоохранения  (DOHMH). Причиной тому был финансовый кризис, разразившийся из-за использования администрацией города дорогостоящего краткосрочного кредитования для покрытия дефицита в городском бюджете в начале 1970-х годов. В 1981 году, когда в Нью-Йорке началась эпидемия, со стороны официальных властей отсутствовало какое-либо финансирование проектов, направленных на борьбу с новым заболеванием. По утверждению историка Джонатана М. Соффера, главная вина за это лежала на Вашингтоне и администрациях президентов Джеральда Форда, Джимми Картера и Рональда Рейгана.
Первой, кто стал собирать средства для борьбы с новым заболеванием, получив разрешение в 1982 году, стала организация «Кризис здоровья у гомосексуалов». Лишь в конце 1980-х годов городские власти обратили внимание на распространение СПИДа в Нью-Йорке, когда проблема приобрела особенно острый характер. Во многом это произошло благодаря тому, что в 1985 году новым главой городского Департамента здравоохранения стал доктор Стивен Джозеф, сменивший на этом посту доктора Дэвида Джадсона Сенсера, которого критиковали за то, что он не предпринимал никаких действий в течение всего срока своих полномочий. Писатель Ларри Крамер, один из основателей GMHC, открыто выступал против политики игнорирования эпидемии, проводившейся мэром Кочем и его администрацией, и прежде всего Сенсером. Крамер даже заявил, что «мэр Нью-Йорка помогает нас убивать». Судья Джозеф Лиза, который был в то время членом городского совета Нью-Йорка утверждал, что со стороны комиссара по вопросам здравоохранения в совете не было никаких активных усилий по реагированию на распространение эпидемии до тех пор, пока Сенсер не ушёл в отставку и его не заменил Джозеф. Новый комиссар сразу начал проводить программу профилактики СПИДа среди наркоманов, бесплатно обменивая использованные шприцы на новые, несмотря на то, что некоторые представители власти и этнических общин Нью-Йорка выступили против этой инициативы. Против были полиция Нью-Йорка и главы афроамериканского сообщества, а издатель «Нью-Йорк Амстердам Ньюс» даже заявил, что «после выдачи первой иглы, доктора Джозефа следует арестовать за убийство».
Таким образом, роль официальных властей во время эпидемии СПИДа была большей частью реактивной, чем проактивной, о чём говорили члены городского медицинского сообщества, такие, как доктор Джо Айви Баффорд. Последние требовали увеличивать численность программ, финансируемых городской администрацией для профилактики СПИДа. Когда в 1985 году Баффорд стала президентом Комиссии по здравоохранению и больницам Нью-Йорка (HHC), спустя пять лет после того, как в Нью-Йорке разразилась эпидемия СПИДа, она сразу разработала стратегию первичной медицинской помощи для пациентов со СПИДом. При этом команда Баффорд столкнулась с несколькими проблемами. Вследствие безответственной политики предыдущих городских администраций, из-за неоказания своевременной помощи в больницах лежали многочисленные неизлечимо больные пациенты. Болезнь всё ещё рассматривалась властями, как гомосексуальная болезнь, поэтому профилактика и реклама были очень ограничены. Главной проблемой продолжало оставаться то, что выделявшиеся средства использовались реактивно, а не активно. В некотором смысле, по словам Баффорд, эпидемия ВИЧ трансформировала систему оказания помощи намного больше, чем все предыдущие эпидемии, включив в систему доступное жильё, материальную поддержку, первичную помощь и скоординированное управление медицинской помощью. Благодаря политике Баффорд больницы для пациентов со СПИДом стали чем-то вроде семейного доктора, а не койкой в системе амбулаторной помощи. HHC начала курировать вопросы финансирования оказания медицинской помощи больным СПИДом. 17 июня 1985 года прошла встреча HHC с руководством волонтёрских больниц для установления совместных процедур для работы с больными СПИДом. Комиссия по здравоохранению и больницам Нью-Йорка начала финансирование программ обучения сотрудников, для чего были сняты просветительские видео, изданы руководства и буклеты. HHC также установила защитные принципы для медицинских работников, обслуживающих больных СПИДом.
Департамент здравоохранения Нью-Йорка, наконец, начал работу по профилактике заболевания. Так, им были напечатаны и распространены 5000 листовок о HTLV-III. В мае 1985 года СПИД-просветительская группа наняла консультантов, медика и графического дизайнера. Стали выпускаться и распространяться карточки и информационные бюллетени по СПИДу HTLV-III. В том же мае 1985 года Ассоциация агентств по борьбе со злоупотреблением психоактивными веществами штата Нью-Йорк провела совещание для обсуждения вопроса о проведении семинаров и конференций, посвящённых проблеме распространения СПИДа среди наркоманов. Комитет по планированию был сформирован 30 июня 1985 года, после чего Сенсер провел в Департаменте здравоохранения совещание с экспертами по вопросам злоупотребления психоактивными веществами и о том, как наилучшим образом информировать сообщество наркоманов о риске заражения СПИДом.
13 июня 1985 года Департамент охраны и развития жилищного строительства предоставил два здания, подходящих для проживания людей со СПИДом, в Восточном Гарлеме и Бруклине. Эти места были выбраны из-за количества больных СПИДом, расположенных в больницах Бельвью и Кингс. Этот проект обошёлся городским властям в 1 миллион долларов США.

### Государственные школы и ВИЧ-позитивные дети
В 1985 году судья Гарольд Хайман провел слушание по делу ВИЧ-позитивных детей, после того, как два школьных округа Куинса подали в суд на город Нью-Йорк, требуя от городских властей запрета для детей с ВИЧ посещать школу. За мнением суд обратился к доктору Луису Куперу, главному педиатру больницы Святого Луки—Рузвельта. В ходе слушаний был поднят вопрос о том, являются ли дети с ВИЧ инвалидами, и должен ли их статус быть известен учителям. Судья отказал в иске, позволив ВИЧ-позитивным детям посещать школы, при этом запретив объявлять об их статусе. Он также подверг критике позицию официальных властей, как профессионально безответственную и давшую основание для массовой истерии. Фредерик Шварц-младший, советник городской администрации, представлявший её интересы, заявил, что официальные власти «действовали в духе своего времени». 20 июня 1986 года помощник генерального прокурора Чарльз Купер издал меморандум о дискриминации пациентов со СПИДом. Департамент юстиции пояснил, что согласно разделу 504 «Закона о реабилитации» от 1974 года дискриминация запрещена и в отношении лиц с ВИЧ-позитивным статусом, и, что наличие этой болезни даёт им право на статус инвалида. В июле 1986 года администрация Нью-Йорка издала меморандум о том, что закон не защищает бессимптомных пациентов с ВИЧ и тех, кто имеет комплекс заболеваний, связанных со СПИДом. В меморандуме утверждалось, что дискриминация со стороны тех, кто опасается заражения, также не отражена в законе.

### Профилактика среди наркоманов
В 1985 году доктор Дэвид Джадсон Сенсер, комиссар здравоохранения Нью-Йорка, впервые предложил раздачу чистых игл потребителям наркотиков, чтобы предотвратить распространение СПИДа, но городские власти и представители местных правоохранительных органов воспрепятствовали этому плану. Данные об эффективных программах обмена игл в европейских городах привели к изменению общественного мнения, и в 1988 году новый комиссар здравоохранения Нью-Йорка, доктор Стивен Джозеф получил разрешение начать программу обмена игл в качестве клинического испытания с участием ограниченной группы городских наркоманов, получивших доступ к чистым иглам и шприцам.
С началом этой программы, комиссар полиции Нью-Йорка Бен Уорд попытался помешать её развитию, не разделяя методов доктора Джозефа по профилактике СПИДа, которые он сравнил с исследованием сифилиса в Таскиги. Развитие этих программ было замедлено и противодействием со стороны ряда правительственных чиновников и глав этнических сообществ.
Доктор Джозеф выразил признательность активистам, таким, как Иоланда Серрано, главе Ассоциации по предупреждению и лечению наркомании (ADAPT), за то, что они обратили внимание на то, что проблема наркомании была гораздо менее страшной, чем подавляющее число смертей от быстро распространяющейся эпидемии СПИДа. Однако в 1990 году, с началом работы администрации мэра Дэвида Динкинса, единственная законная программа обмена шприцев в Нью-Йорке была закрыта. После новых исследований, которые продемонстрировали снижение уровня распространения ВИЧ-инфекции, в 1992 году городские власти возобновили эту программу.

## Сравнение с ситуацией в Сан-Франциско
В 1980-х годах в борьбе со СПИДом не было двух более заметных городов, чем Нью-Йорк и Сан-Франциско. Большинство людей, которых затронула эта болезнь, были жителями этих городов. Некоторые ЛГБТ-активисты, такие, как Ричард Данн из «Кризиса здоровья у гомосексуалов», считают, что сравнения между Нью-Йорком и Сан-Франциско имеют ограниченную ценность, поскольку администрации этих городов относились к проблеме СПИДа по-разному, и Сан-Франциско справился с этим вопросом более эффективно. Мэр Эдвард Кох и глава Департамента здравоохранения Нью-Йорка Дэвид Сенсер, отвечавшие за ситуацию в городе в самом начале эпидемии, считала, что ключевую роль в распространении СПИДа в Нью-Йорке сыграл демографический фактор. Доктор Стивен Джозеф, сменивший Сенсера на посту главы Департамента здравоохранения, согласился с тем, что не следует сравнивать Нью-Йорк и Сан-Франциско из-за большой разницы в населении этих городов. Он также указал на то, что в Нью-Йорке было зарегистрировано большее число случаев заражения СПИДом из-за внутривенного употребления наркотиков.
В начале кризиса многие критики в Нью-Йорке обращали внимание на Сан-Франциско, потому что Сан-Франциско был единственным другим крупным городом, который столкнулся со множественной смертностью от СПИДа. Центр по контролю заболеваний (CDC) сообщил о первом случае СПИДа в стране в 1980 году. Им был Кен Хорн, житель Сан-Франциско. 13 июня 1985 года Виктор Ботник сообщил о 932 случаях заболевания СПИДом в Сан-Франциско. К сентябрю 1987 года их число возросло до 3785.

### «Болезнь гомосексуалов»
Изначально СПИД рассматривался как «болезнь гомосексуалов» из-за высокой заболеваемости среди мужчин, практикующих секс с мужчинами. В результате многие в Нью-Йорке смотрели на Сан-Франциско, как на точку сравнения, потому что с конца 1960-х годов Сан-Франциско был городом с самым крепким ЛГБТ-сообществом в США. Однако, наличие крепких ЛГБТ-сообществ в Сан-Франциско и Нью-Йорке не означало, что эти два города были полностью похожи. ЛГБТ-сообщество Нью-Йорка считало, что ЛГБТ-сообщество Сан-Франциско лучше реализует просветительские программы и предоставляет больше ресурсов для борьбы со СПИДом. С началом пандемии в Нью-Йорке местное ЛГБТ переняло некоторые из этих программ и стало тратить столько же ресурсов на решение проблемы, что и ЛГБТ в Сан-Франциско.

### Реакция администрации Нью-Йорка
Во время общественных дебатов о том, что делать властям Нью-Йорка и Сан-Франциско для предотвращения эпидемии, некоторые члены городской администрации и этнических сообществ в Нью-Йорке, такие, как член совета Кэрол Грейтцер, указывали на то, что Сан-Франциско тратит больше денег на пациентов со СПИДом, особенно на консультирование и жилье, чем Нью-Йорк. Грейтцер потребовала от мэра Коха создать комитет, который разработал бы проект хосписа для людей со СПИДом. Она предложила, в первую очередь, сосредоточить внимание на уходе за пациентами после их пребывания в больнице. Грейтцер отметила, что причина, по которой в Сан-Франциско ситуация складывается иначе, заключается в том, что «в Сан-Франциско гораздо больше консультаций [для пациентов] один на один. Там большее понимание и знание проблемы, не только в ЛГБТ-сообществе, но, полагаю, и в обществе в целом». Однако были и другие мнения о том, как следует относится к проблеме СПИДа в Нью-Йорке. Ричард Данн полагал, что «сравнения между соответствующими действиями городских властей Нью-Йорка и Сан-Франциско имеют ограниченную ценность». Он указывал на то, что «Сан-Франциско — гораздо меньший город, с традицией сильного гомосексуального политического присутствия, менее сложной эпидемиологией СПИДа, избытком больничных коек и профицитом бюджета в самом начале эпидемии». Эти факторы, по мнению Данна, давали право утверждать, что «Сан-Франциско смог действовать быстро и эффективно, но опыт Сан-Франциско уникален и его нельзя, а, возможно, не стоит использовать в других условиях».

### Демографические различия
Хотя Сан-Франциско и Нью-Йорк были двумя крупными городами, борющимися со СПИДом, люди, заражавшиеся вирусом в этих городах принадлежали к различным социальным и этническим группам. В отчете Департамента здравоохранения, представленном мэру Коху в октябре 1987 года, говорилось, что в Нью-Йорке было зарегистрировано 11 513 случаев заболевания СПИДом, а в Сан-Франциско — 3775. Хотя в Сан-Франциско и Нью-Йорке были большие сообщества гомосексуалов, в отчёте отмечалось, что «кризис СПИДа в Сан-Франциско... проявился главным образом среди белых гомосексуалов из среднего класса, в то время как в Нью-Йорке... чаще всего [заражались] потребители внутривенных наркотиков в общинах этнических меньшинств. В частности, 27% случаев (2727 из 10 089 заболевших СПИДом лиц мужского пола) зарегистрированных в Нью-Йорке были внутривенными потребителями наркотиков, по сравнению с менее чем 1%, что был в Сан-Франциско. Хотя цифры показывают, что случаи заболевания СПИДом среди мужчин-гомосексуалов, имевших половые контакты с другими мужчинами, в Сан-Франциско были значительно выше, чем в Нью-Йорке (85% в Сан-Франциско по сравнению с 65% в Нью-Йорке), цифры также показывают, что случаи заражения СПИДом гетеросексуальных женщин через внутривенное употребление наркотиков в Нью-Йорке были выше, чем в Сан-Франциско. Из 221 случая заражения СПИДом, перечисленных в отчете, 60% (725) случаев СПИДа среди женщин в Нью-Йорке произошли в результате внутривенного употребления наркотиков, по сравнению с 41% (12 из 29 случаев среди женщин) в Сан-Франциско. Кроме того, в письме помощника мэра Ли Джонса мэру Коху о влиянии СПИДа на демографию в Нью-Йорке, Джонс указал на то, что «44,9% нашей рабочей нагрузки — белые; 30,7 — чёрные; 23,8 — латиноамериканцы». Джонс также утверждал, что «в 1982 году среднее число новых случаев СПИДа, зарегистрированных в Нью-Йорке, составляло 31 случай. [Однако] в первые пять месяцев 1987 года среднее число новых зарегистрированных случаев составляло 302 случая в месяц».

### Программы администрации Нью-Йорка
Во время дебатов по позиции городской администрации в отношении СПИДа, глава Департамента здравоохранения Нью-Йорка Дэвид Сенсер только указывал на то, кто болеет этой болезнью, вместо того, чтобы предлагать план действий по предотвращению эпидемии. Сенсер говорил, что, поскольку СПИД был болезнью, которая до определённого времени затрагивала лишь молодых людей, в городе не было системы, необходимой для ухода за ними. Вместо этого, разработанная им, система была ориентирована на заботу о пожилых людях, для которых были подготовлены дома престарелых и услуги по оказанию медицинской помощи на дому. Когда же эпидемия в городе переросла в пандемию, Сенсер заявил: «Как ни странно, у нас есть группа людей с хроническими заболеваниями, которые приходят и уходят, и трудно разработать правильный вид домашнего ухода для этих людей. Мы смущены тем фактом, что, к сожалению, все ещё существует достаточное количество невысказанной дискриминации в отношении людей со СПИДом, будь то наркоманы или гомосексуалы. И их трудно доставить в дома престарелых. Трудно найти жилье для этих людей».